# (24978) 1998 HJ151
(24978) 1998 HJ151 to jeden z obiektów transneptunowych z pasa Kuipera określany jako cubewano.

## Odkrycie
Planetoida ta została odkryta 28 kwietnia 1998 w Mauna Kea Observatory przez grupę astronomów Jane Luu, Chada Trujillo, Davida Tholena i Davida Jewitta. Nazwa planetoidy jest oznaczeniem tymczasowym.

## Orbita
Orbita (24978) 1998 HJ151 nachylona jest do płaszczyzny ekliptyki pod kątem 2,40°. Na jeden obieg wokół Słońca ciało to potrzebuje blisko 286 lat, krążąc w średniej odległości 43,38 j.a. od Słońca. Mimośród orbity tej planetoidy to 0,0474, co oznacza, że jest to orbita zbliżona do kolistej. Planetoida ta jest zaliczana do obiektów typu cubewano, niepozostających w rezonansie orbitalnym z Neptunem.

## Właściwości fizyczne
(24978) 1998 HJ151 jest obiektem o rozmiarach ok. 139 km. Jego jasność absolutna to 7,5m.